# ブラックジャック (武器)
ブラックジャック (Blackjack) は、殴打用の武器。サップ (sap) ともいう。
円筒形の革や布袋の中にコインや砂などを詰め、固く絞って棒状にした棍棒の一種。詰まった砂や金属で相手を打ち倒すための重量を持たせながら、表面が布や皮なので流血沙汰になりにくい。殴打したときの打撃音も出にくいことから、暗殺用の武器として位置づけられることもある。
現実ではカジノの用心棒などが用いる。
推理小説のようなフィクションでは、靴下など、ありあわせの材料で作って返り血や物証を隠す凶器として使われることもある。

## ブラックジャックが使用された事件
- 渋谷ホームレス殺人事件